# Broncho Billy and the Baby
Broncho Billy and the Baby è un cortometraggio muto del 1915 sceneggiato, prodotto, interpretato e diretto da Gilbert M. 'Broncho Billy' Anderson.

## Produzione
Il film fu prodotto dalla Essanay Film Manufacturing Company. Venne girato a Niles. Gilbert M. 'Broncho Billy' Anderson, fondatore della casa di produzione Essanay (che aveva la sua sede a Chicago), aveva individuato nella cittadina californiana di Niles il luogo ideale per trasferirvi una sede distaccata della casa madre. Niles diventò, così, il set dei numerosi western prodotti da Anderson.

## Distribuzione
Distribuito dalla General Film Company, il film - un cortometraggio in una bobina - uscì nelle sale cinematografiche USA il 23 gennaio 1915.
Copia della pellicola viene conservata negli archivi dell'International Museum of Photography and Film at George Eastman House. Sul mercato USA, è stato pubblicato e distribuito in VHS dalla Grapevine Video.